# Steaua țiganilor
Steaua țiganilor (engleză: Star of Gypsies) este un roman științifico-fantastic de Robert Silverberg, prima oară publicat în septembrie 1986 de Donald I. Fine.  În Franța a fost tradus ca L'Étoile des Gitans în noiembrie 1987 de editura Robert Laffont.  A fost nominalizat la Premiul Locus pentru cel mai bun roman science-fiction.

## Prezentare
Povestea are loc peste o mie de ani în viitor. Firavul Imperiu galactic creat de omenire printre stele depinde (în ceea ce privește existența sa) de  hiperspațiu și de piloții care pot controla bizarele sale câmpuri de forță. Acești piloți sunt țigani! Dar există un preț pe care ei trebuie să-l plătească pentru abilitățile sale: Steaua Țiganilor, lumea natală unde ei vor să revină cu orice preț. Yakub este regele țiganilor întors din exil, acesta și-a plănuit cu mare atenție revenirea sa la putere. 